# David Vejražka
David Vejražka (* 15. května 1955 v Praze) je český herec.

## Rodina, studium
Pochází z rodiny členů činohry Národního divadla v Praze, národního umělce Vítězslava Vejražky a zasloužilé umělkyně Jarmily Krulišové. Jeho dědečkem byl legionář, důstojník a odbojář František Kruliš.
K dětským hrám mu sloužily především loutky, se kterými si nejen hrál, ale psal pro ně i hry a připravoval scény. Již jako dítě vystupovali s bratrem Vítem v dětských rolích v Národním divadle .
Během studia na gymnáziu hrál na klavír a ochotnicky divadlo. Po gymnáziu studoval na DAMU ve třídě Miloše Nedbala.

## Divadelní angažmá
Devět sezón strávil a hezké role i období mu poskytlo angažmá u Městských divadel pražských. Mohli jsme jej vidět v 80. letech dvacátého století např. v těchto divadelních hrách: Baron ve větvích, Nesympatický mladý muž, Bláznivá ze Chaillot a ve Vančurově Josefíně. Vystupoval také v pražské Viole, Činoherním klubu a v Divadle hudby Lyra Pragensis.
Před kamerou se objevil jako čtrnáctiletý. Svoji první větší filmovou roli získal později roku 1984 ve filmu Vrak a v Poklad hraběte Chamaré režiséra Zdeňka Trošky a ještě téhož roku roli v televizním seriálu My všichni školou povinní.
Je znám svým charismatickým hlasem a větším množství nadabovaných dokumentárních snímků, dále také pro jeho roli kněze v televizním seriálu Ordinace v růžové zahradě.

## Filmografie
- 2007 Kolotoč (TV film)
- 2005 Ordinace v růžové zahradě (TV seriál)
- 1995 Malostranské humoresky (TV film)
- 1994 Pohádka o splněných přáních
- 1991 Maigretův první případ (TV film)
- 1991 Giroflé - Giroflá (TV film)
- 1991 Requiem za W. A. Mozarta (TV film)
- 1991 Smutek sluší Elektře (divadlo)
- 1989 Morové povětří (TV film)
- 1988 Oznamuje se láskám vašim (TV film)
- 1988 Svědek času (TV film)
- 1987 O houslích krále snů (TV film)
- 1987 Viktor Veliký (TV film)
- 1986 Jak Matýsek přehodil výhybku (TV film)
- 1986 Pavouk se smaragdovýma očima (TV film)
- 1986 Zlá krev (TV seriál)
- 1986 A co ten ruksak, králi? (TV film)
- 1984 My všichni školou povinní (TV seriál)
- 1984 Poklad hraběte Chamaré (film)
- 1984 Vrak (film)
- 1980 Okres na severu (TV seriál)
- 1977 Proč nevěřit na zázraky
- 1973 Maturita za školou

## Divadelní role, výběr
- 1966 J. K. Tyl: Cesta do Ameriky aneb Lesní panna, Frantík, Tylovo divadlo, režie Vítězslav Vejražka